# Gelis aneichi
Gelis aneichi är en stekelart som beskrevs av Schwarz 1998. Gelis aneichi ingår i släktet Gelis och familjen brokparasitsteklar. Inga underarter finns listade i Catalogue of Life.